# ميل تسيغلر
ميل تسيغلر (بالإنجليزية: Mel Ziegler)‏ هو فنان أمريكي، ولد في 1956 في كاميبل تاون في الولايات المتحدة.